# Cecidomyia varicolor
Cecidomyia varicolor är en tvåvingeart som först beskrevs av Bremi 1847.  Cecidomyia varicolor ingår i släktet Cecidomyia och familjen gallmyggor.
Artens utbredningsområde är Schweiz. Inga underarter finns listade i Catalogue of Life.